# 小泉萌香
小泉萌香（日语：／ Koizumi Moeka；1996年2月27日—）是日本女性演員、配音員。兵庫縣出身。目前隸屬於Amuse。聲優組合『𝒉𝒂𝒓𝕞𝕠𝕖』的成員。

## 簡歷
2014年於「Amuse Audition Festival 2014」獲得歌唱與配音演員部門大賞。出演商業廣告及音樂劇。
2020年12月10日宣布與岩田陽葵組成「𝒉𝒂𝒓𝕞𝕠𝕖」組合，於2021年3月10日發行組合的首張單曲。

## 人物
- 興趣是阿卡貝拉、看電影。
- 喜歡爬蟲類和兩棲類，其中最喜歡青蛙，但是害怕大型淡水魚。
- 最常去的地方是水族館，有兩種左右的水族館年卡。
- 不太能坐飛機
- 愛吃拉麵
- 會彈鋼琴
- 因為喜歡恐龍曾經想變成恐龍學家，想回到恐龍時代的時候看看
- 拍照時經常被拍到眯起眼睛的樣子
- 因腦迴路驚奇常常能做出一些常人想不到的事情
- 曾直接用蓮蓬頭冲洗自用的iPhone手机导致镜头模糊，随后在个人Twitter上求助，“iPhone淋浴”（iPhoneシャワー）也成为網路迷因，多次登上Twitter趋势

## 出演

### 電視動畫
2018年
- 少女☆歌劇 Revue Starlight（大場奈奈[3]）

2020年
- D4DJ First Mix（笹子·珍妮佛·由香）

2021年
- D4DJ Petit Mix（笹子·珍妮佛·由香）
- 奇巧計程車（市村志帆）

2022年
- Love Live! 虹咲學園學園偶像同好會第二季（三船栞子）

2023年
- 虹咲四格 動畫版（三船栞子[4]）
- D4DJ All Mix（笹子·珍妮佛·由香）
- 尼爾：自動人形 Ver1.1a（ダリア）
- 靠著魔法藥水在異世界活下去！（艾米爾[5]）

2024年
- 虹咲四格 動畫版 2（三船栞子[6]）

2025年
- 遲早是最強的鍊金術師？（瑪妮[7]）
- 歌聲是法式千層酥（藤代聖[8]）

### OVA
2023年
- Love Live! 虹咲學園學園偶像同好會 NEXT SKY（三船栞子[9]）

### 劇場動畫
2020年
- 少女☆歌劇 Revue Starlight Rondo Rondo Rondo（大場奈奈）

2021年
- 劇場版 少女☆歌劇 Revue Starlight（大場奈奈）

2022年
- 電影版 奇巧計程車：撲朔謎林（市村志帆）

2024年
- Love Live! 虹咲學園學園偶像同好會 完結篇 第1章（三船栞子[10]）

2025年
- Love Live! 虹咲學園學園偶像同好會 完結篇 第2章（三船栞子[11]）

### 網路動畫
2019年
- 少女☆寸劇 All Starlight[12]（大場奈奈[3]）

### 電影
- 放學後戰記（2018年）- 鬥鷹爭

### 舞台、音樂劇
- Produce公演 舞台「心是孤独的原子」（2015年10月22日—11月15日）
- 放學後戰記（2016年10月5日—10日，新宿村演唱會）- 鬥鷹争
- 劇メシepisode.01『キツネたちが円舞る夜』（2016年7月9日—14日，gz）
- 劇メシepisode.05『Love Revolution No.3』（2017年2月18日—3月4日，WEEKEND GARAGE TOKYO）
- 少女☆歌劇 Revue Starlight -The LIVE-#1（2017年9月22日—24日，AiiA 2.5 Theater Tokyo）- 大場奈奈[3]
- 少女☆歌劇 Revue Starlight -The LIVE-#1 revival（2018年1月6日—8日，AiiA 2.5 Theater Tokyo）- 大場奈奈[3]
- 少女☆歌劇 Revue Starlight -The LIVE-#2（2018年10月13日—21日，天王周 銀河劇場）- 大場奈奈[3]
- Otona Project 舞台「魔法少女 マジカルジャシリカ」（2019年3月13日—17日，シアターサンモール）
- 舞台剧 终将成为妳[13]（2019年5月3日—12日，全労済ホール／スペース・ゼロ）- 七海灯子
- 少女☆歌劇 Revue Starlight -The LIVE-#2 revival （2019年7月12日—15日，舞濱圓形劇場）- 大場奈奈[3]
- 朗讀劇 終將成為你 佐伯沙彌香的追憶 （页面存档备份，存于）（2020年10月29日-11月8日， 品川プリンスホテル クラブeX）- 七海燈子

### 遊戲
2018年
- 少女☆歌劇 Revue Starlight -Re LIVE-（2018年 - 2024年 大場奈奈[14]）

2019年
- 刀使之巫女 刻印一閃的燈火（大場奈奈）
- 動物朋友3（袋獾[15]）
- LINE 神玉亂鬥（ポロン）
- Love Live! 學園偶像祭 ALL STARS（2019年 - 2023年 三船栞子）

2020年
- D4DJ Groovy Mix (笹子・珍妮佛・由香[16])

2021年
- 閃耀幻想曲（水仙[17]）
- 櫻花革命～綻放的少女們～（生駒やえ）
- 棕色塵埃（デルサヒドネ[18]）
- 車站回憶（蓮台寺ミオ、リコ）
- Love Live! 學園偶像祭（2021年 - 2023年 三船栞子）

2022年
- 宇航少女（愛宕）

2023年
- 恆久之絆（2023年 - 2024年 貓頭鷹[19]）
- Love Live! 學園偶像祭2 Miracle Live!（2023年 - 2024年 三船栞子[20]）
- 突擊莉莉 Last Bullet W（富永真[21]）

2024年
- 少女☆歌劇 Revue Starlight 舞台奏像劇 遙遠的黃金國（大場奈奈[22]）

2025年
- Love Live! 虹咲學園學園偶像同好會 心動閃耀的未來藍圖（三船栞子[23]）
- 怪物彈珠（夜鷹[24]）

### 商業廣告
- Cainz 「ふとん＆こたつ布団」篇（2017年）[25]
- 東芝　東芝ライフスタイルラボ「アカデミー戦隊ケンジンジャー」（2017年）
- 摩斯漢堡「ご当地モスCM 静岡」篇（2018年）
- 八幡屋礒五郎「おいしいのは、きのこです」篇（2018年）

### 網路節目
- 岩田陽葵・小泉萌香 気の向くままに思うがままにっ！[26]
- 佐藤日向・小泉萌香のバトってダイナソー（页面存档备份，存于）[27]

＊　小泉萌香のもえの～と~moe's note~

### 電視節目
- 痛快TV スカッとジャパン（2018年9月3日）- 「動画を撮ると脅す女」店員 原田琴乃

## 音樂作品

### 角色歌曲
| 發售日期 | 專輯名稱                                                     | 演唱名義 | 曲名                                                  | 備註                                                              |
| 2017年   | 2017年                                                       | 2017年 | 2017年                                                | 2017年                                                            |
| -------- | ------------------------------------------------------------ | --- | ----------------------------------------------------- | ----------------------------------------------------------------- |
| 9月20日  | プロローグ -Star Divine-                                     | Starlight九九组 | 「Star Divine」 「舞台少女心得」 「願いは光になって」 | 舞台劇『少女☆歌劇Revue Starlight -The LIVE-#1』劇中歌             |
| 9月22日  | プリンシパル -Fancy You-                                     | 星見純那（佐藤日向）、露崎真昼（岩田陽葵）、大場奈奈（小泉萌香） | 「情熱の目覚めるとき」                                | 舞台劇『少女☆歌劇Revue Starlight -The LIVE-#1』劇中歌             |
| 2018年   |                                                              | |                                                       |                                                                   |
| 3月7日   | スタァライトシアター                                         | Starlight九九组 | 「スタァライトシアター」                              | 舞台劇『少女☆歌劇Revue Starlight -The LIVE-#1』劇中歌             |
| 3月7日   | スタァライトシアター                                         | Starlight九九组 | 「Circle of the Revue」 「キラめきのありか」          | 舞台劇『少女☆歌劇Revue Starlight』相關歌曲                        |
| 7月18日  | 星のダイアローグ                                             | Starlight九九组 | 「星のダイアローグ」                                  | 電視動畫『少女☆歌劇Revue Starlight』片頭主題曲                    |
| 7月18日  | 星のダイアローグ                                             | Starlight九九组 | 「ディスカバリー！」                                  | 遊戲『少女☆歌劇Revue Starlight -Re LIVE-』主題歌曲                |
| 8月1日   | Fly Me to the Star                                           | Starlight九九组 | 「Fly Me to the Star」                                | 電視動畫『少女☆歌劇Revue Starlight』片尾主題曲                    |
| 8月1日   | Fly Me to the Star                                           | Starlight九九组 | 「よろしく九九組」 「ロマンティッククルージン」       | 電視動畫『少女☆歌劇Revue Starlight』相關歌曲                      |
| 10月10日 | 99 ILLUSION!                                                 | Starlight九九组 | 「99 ILLUSION!」 「Green Dazzling Light」             | 舞台劇『少女☆歌劇Revue Starlight -The LIVE- #2 Transition』主題曲 |
| 10月17日 | 少女☆歌劇Revue Starlight 劇中歌專輯Vol.2 La Revue De Sowaret | 神樂光（三森すずこ）、大場奈奈（小泉萌香） | 「RE:CREATE」                                         | 電視動畫『少女☆歌劇Revue Starlight』劇中插入曲                    |
| 10月17日 | 少女☆歌劇Revue Starlight 劇中歌專輯Vol.2 La Revue De Sowaret | 大場奈奈（小泉萌香）、愛城華戀（小山百代） | 「星々の絆」                                          | 電視動畫『少女☆歌劇Revue Starlight』劇中插入曲                    |
| 10月17日 | 少女☆歌劇Revue Starlight 劇中歌專輯Vol.2 La Revue De Sowaret | 愛城華戀（小山百代）、星見純那（佐藤日向）、露崎真昼（岩田陽葵）、石動雙葉（生田輝）、花柳香子（伊藤彩沙）、大場奈奈（小泉萌香）、西條克勞迪恩（相羽愛奈）、天堂真矢（富田麻帆） | 「舞台少女心得 幕間」                                 | 電視動畫『少女☆歌劇Revue Starlight』劇中插入曲                    |
| 10月17日 | 少女☆歌劇Revue Starlight 劇中歌專輯Vol.2 La Revue De Sowaret | 星見純那（佐藤日向）、大場奈奈（小泉萌香） | 「Fly Me to the Star #9」                             | 電視動畫『少女☆歌劇Revue Starlight』片尾主題曲                    |
| 10月17日 | 少女☆歌劇Revue Starlight 劇中歌專輯Vol.2 La Revue De Sowaret | 天堂真矢（富田麻帆）、星見純那（佐藤日向）、露崎真昼（岩田陽葵）、大場奈奈（小泉萌香）、西條克勞迪恩（相羽愛奈）、石動雙葉（生田輝）、花柳香子（伊藤彩沙）                       | 「Fly Me to the Star #11」                            | 電視動畫『少女☆歌劇Revue Starlight』片尾主題曲                    |

### 组合成员
1. 1 2 3  爱城华恋（小山百代）、神乐光（三森铃子）、天堂真矢（富田麻帆）、星见纯那（佐藤日向）、露崎真昼（岩田阳葵）、大场奈奈（小泉萌香）、克洛迪娜（相羽亚衣奈）、石动双叶（生田辉）、花柳香子（伊藤彩沙）

### 來源
1. 1 2  .   [2018-01-08]. （原始内容存档于2018-01-08） （日语）.
2. ↑   (PDF). アミューズ.   [2018-01-08]. （原始内容存档 (PDF)于2018-08-30） （日语）.
3. 1 2 3 4 5 6  . 少女☆歌劇 レヴュー・スタァライト.   [2018-01-08]. （原始内容存档于2018-04-10） （日语）.
4. ↑  . Comic Natalie. 2022-09-18  [2022-09-18]. （原始内容存档于2022-09-19） （日语）.
5. ↑  . MANTANWEB. 2023-02-24  [2023-02-24]. （原始内容存档于2023-03-03） （日语）.
6. ↑  . MANTANWEB. 2023-12-25  [2023-12-25]. （原始内容存档于2023-12-25） （日语）.
7. ↑  . Comic Natalie. 2024-10-23  [2024-10-23]. （原始内容存档于2024-12-24） （日语）.
8. ↑  . Comic Natalie. 2024-09-22  [2024-09-22]. （原始内容存档于2024-09-22） （日语）.
9. ↑  . Comic Natalie. 2023-03-25  [2023-03-25]. （原始内容存档于2023-03-26） （日语）.
10. ↑  . MANTANWEB. 2024-01-14  [2024-01-14]. （原始内容存档于2024-01-15） （日语）.
11. ↑  . Comic Natalie. 2024-10-20  [2024-10-20] （日语）.
12. ↑  .   [2019-08-06]. （原始内容存档于2019-07-13） （日语）.
13. ↑  .   [2019-08-02]. （原始内容存档于2019-08-02） （日语）.
14. ↑  . 少女☆歌劇 レヴュースタァライト -Re LIVE-(スタリラ)公式サイト. ブシモ.   [2018-09-21]. （原始内容存档于2018-09-22） （日语）.
15. ↑  . 超！アニメディア. 2019-09-30  [2025-07-09] （日语）.
16. ↑  . 「D4DJ Groovy Mix（グルミク）」（アプリゲーム）公式サイト. 武士道.   [2020-02-01]. （原始内容存档于2021-01-02） （日语）.
17. ↑  . きららファンタジア 公式サイト. 2021-11-24  [2021-11-26].
18. ↑  . browndust.pmang.jp.   [2021-06-08].
19. ↑  . アニメイトタイムズ (アニメイト). 2022-11-08  [2022-11-08].
20. ↑  . ラブライブ！スクールアイドルフェスティバル2 MIRACLE LIVE!(スクフェス2).   [2023-01-20].
21. ↑  . アサルトリリィ Last Bullet（#ラスバレ）公式 X（旧Twitter）.   [2023-09-16].
22. ↑  . 少女☆歌劇 レヴュースタァライト 舞台奏像劇 遙かなるエルドラド. ブシロード.   [2024-01-07].
23. ↑  . ラブライブ！虹ヶ咲学園スクールアイドル同好会　トキメキの未来地図. ブシロード.   [2024-09-25].
24. ↑  k_moeka_的2025年6月29日的推文、. Retrieved 2025-06-29.
25. ↑  .   [2018-01-08]. （原始内容存档于2018-01-08） （日语）.
26. ↑  .   [2019-08-02]. （原始内容存档于2019-05-07） （日语）.
27. ↑  . www.onsen.ag.   [2020-09-09]. （原始内容存档于2018-04-13） （日语）.

## 外部連結
- 小泉萌香 - Amuse聲優簡介 （页面存档备份，存于）
- 小泉萌香的X（前Twitter）